# Mecistocephalus simplex
Mecistocephalus simplex är en mångfotingart som beskrevs av Chamberlin 1920. Mecistocephalus simplex ingår i släktet Mecistocephalus och familjen storhuvudjordkrypare. Inga underarter finns listade i Catalogue of Life.